# Endometrit

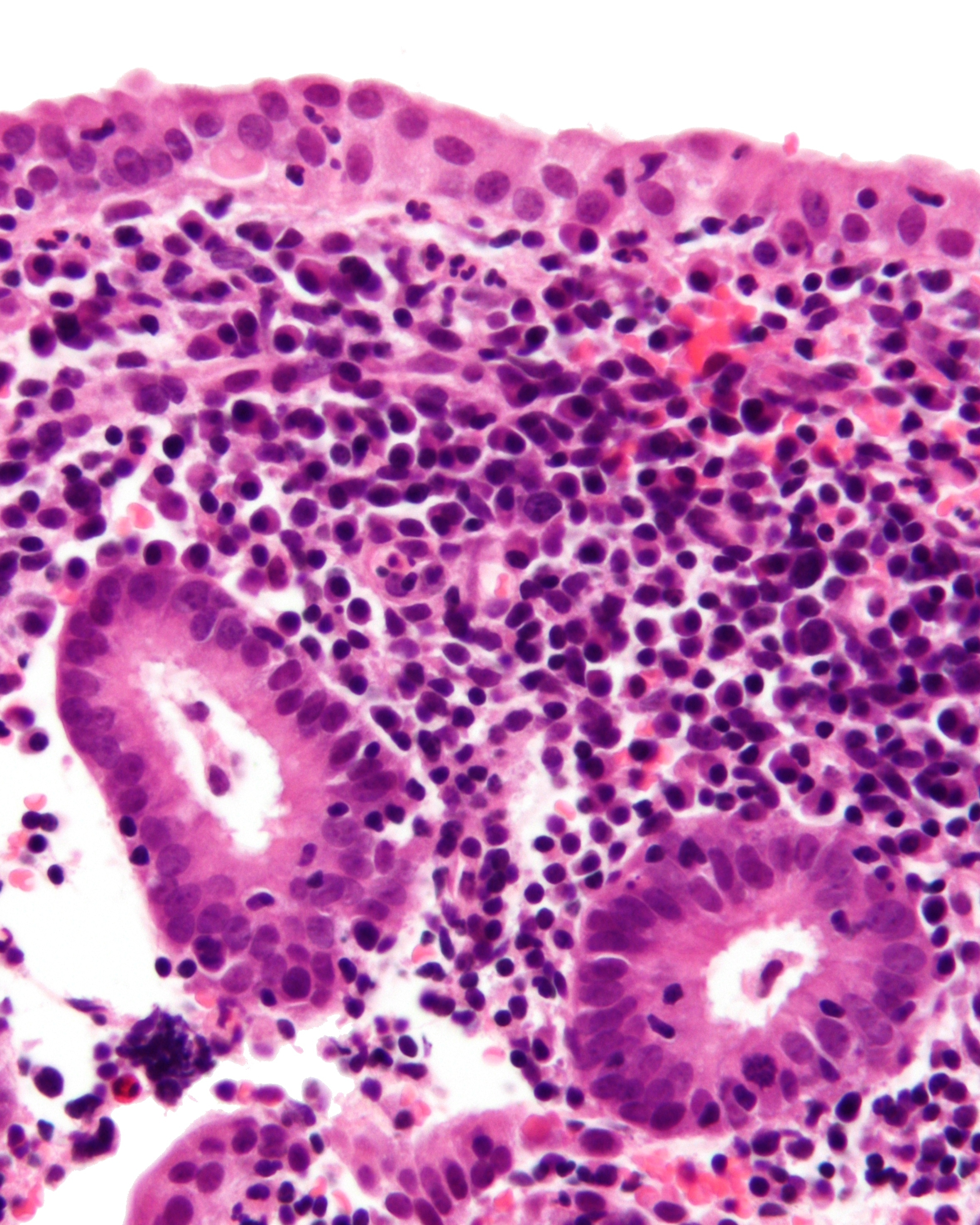
Endometrit

Endometrit är infektion i livmoderslemhinnan. Den är ovanlig, men kan uppkomma efter en graviditet då livmodern är känsligare och mer mottaglig för bakterierinfektioner eftersom moderkakan har lossnat och det kan uppstå sår. 